# Punta Mulatera
La Punta Mulatera (2.544m s.l.m.)  è una montagna delle Alpi Cozie che si trova fra le valli Cenischia e Clarea nel territorio della Città metropolitana di Torino.

## Accesso alla vetta
Si può raggiungere la Punta Mulatera in circa due ore di cammino passando dalla Bergeria Martina, collocata in comune di Venaus. Giunti al passo Crementone (2.136 m), si segue la ripida cresta erbosa sud-est scavalcando un'anticima a 2.400 m circa. La punta è bifida.